# Монако на летних Олимпийских играх 1968
Команда Монако принимала участие в Летних Олимпийских играх 1968 года в Мехико (Мексика) в девятый раз за свою историю, но не завоевала ни одной медали.

## Результаты соревнований

### Стрельба
| Соревнование             | Спортсмены        | Финал     | Финал |
| Соревнование             | Спортсмены        | Результат | Место |
| ------------------------ | ----------------- | --------- | ----- |
| винтовка лёжа, 50 метров | Джо Барраль       | 577       | 83    |
| винтовка лёжа, 50 метров | Жильбер Скорсольо | 573       | 85    |